# Blaque (album)
Blaque è il primo album in studio del girl group statunitense eponimo Blaque, pubblicato il 19 maggio 1999.

## Tracce
1. Blaque Intro – 0:37
2. Roll with Me – 3:42 (Kevin Briggs, Nicolia Turman, Natina Reed)
3. I Do – 3:27 (Natina Reed)
4. Leny – 4:20 (R. Peterkin, Billy Lawrence, Isaac Hayes, Lenny Nicholson, Natina Reed, Richard Pimentel, Timothy Riley)
5. Rainbow Drive – 3:48 (Andre "Sideeq" Jones, Brandi Williams, Natina Reed, Shamari Fears, Marcus Goins)
6. 808 – 5:06 (R. Kelly, Natina Reed)
7. Time After Time – 4:05 (Cyndi Lauper, Rob Hyman)
8. Bring It All to Me – 3:38 (Billy Lawrence, Nidra Sylvers, LeShan Lewis, Linda van Horssen, William Shelby, Kevin Spencer, Violet Ruby, Cory Rooney)
9. Mind of a King – 3:57 (Andre "Sideeq" Jones, Natina Reed, Marcus Goins)
10. Don't Go Looking for Love – 4:01 (Mariah Carey, Cory Rooney, Samuel Barnes, Jean-Claude Olivier, Steven Ettinger, Darryl Pierce, Dwayne Simon, James Todd Smith, Bobby Ervin)
11. Release Me – 3:03 (Samuel Barnes, Billy Lawrence, Bobby Coleman, Jean-Claude Olivier, Cory Rooney, Sting)
12. Right Next to Me – 5:27 (Shaun Shiller Fequiere)
13. Stay By Your Side – 3:24 (Natina Reed, Shamari Fears)
14. When the Last Teardrop Falls – 4:37 (Billy Lawrence, Ric Wake, Sheppard Soloman)

## Classifiche

### Classifiche settimanali
| Classifica (2000) | Posizione massima |
| ----------------- | ----------------- |
| Stati Uniti       | 53                |

### Classifiche di fine anno
| Classifica (2000) | Posizione |
| ----------------- | --------- |
| Stati Uniti       | 155       |